# Карташевка (Архангельський район)
Карташе́вка (рос. Карташевка, башк. Карташевка) — присілок у складі Архангельського району Башкортостану, Росія. Входить до складу Орловської сільської ради.
Населення — 103 особи (2010; 116 в 2002).
Національний склад:
- росіяни — 78 %